# Emil Henrici
Ernst Emil August Henrici (* 16. Februar 1852 in Berlin; † 25. April 1925 in Altona, heute zu Hamburg) war ein deutscher Lehrer, Germanist und Handschriftenforscher.

## Leben
Emil Henrici wurde als Sohn des Steuererhebers Friedrich Wilhelm Ludwig Henrici und dessen Ehefrau Wilhelmine geb. Lüdecke geboren. Er besuchte das Friedrichswerdersche Gymnasium. Im Deutsch-Französischen Krieg von 1870/71 meldete er sich als Freiwilliger, konnte aber vom Dienst in der Kaserne aus sein Abitur ablegen. 1871 nahm Henrici ein Studium der klassischen Philologie an der Universität Berlin auf, das er 1875 mit dem Staatsexamen für das Lehramt an Gymnasien und Realschulen in den Fächern Religion, Hebräisch und Deutsch abschloss. 1876 wurde er an der Universität Jena zum Dr. phil. promoviert.
Gemeinsam mit seinem jüngeren Bruder, dem Gymnasiallehrer Ernst Henrici, gründete er die „Gesellschaft für deutsche Philologie“.
Nach der Gründung des Handschriftenarchivs der Preußischen Akademie der Wissenschaften war Henrici zwischen 1905 und 1914 „ein wichtiger Mitarbeiter und Zulieferer von Beschreibungen vornehmlich von Handschriften aus dem norddeutschen Raum (Braunschweig, Hamburg, Helmstedt, Wolfenbüttel)“, ohne an der Akademie selbst angestellt gewesen zu sein.
Bei der Katalogisierung diverser Handschriften an der Herzog August Bibliothek, bei denen er sich auf Vorarbeiten von Otto von Heinemann stützte, vertiefte er sich insbesondere in die Werke von Andreas Mylius (1527–1595) und dessen Schwiegersohn Johannes Caselius (1533–1613).
Henrici war seit 1879 in erster Ehe mit Olga Waffenschmidt verheiratet, die 1886 starb. Mit ihr hatte er die Kinder Anna und (Dr.) Bernhard. Aus der zweiten Ehe mit Henriette Greiner entstammten die Kinder Ella Wolff, Hildegard und Joachim, der im Ersten Weltkrieg jung gefallen ist.

## Werke
- Zur Geschichte der mittelhochdeutschen Lyrik. Calvary, Berlin 1876; urn:nbn:de:bvb:12-bsb11333477-2/urn:nbn:de:bvb:12-bsb11334543-6.
- (Mit Ernst Henrici): Der Heinersdorfer Stein. In: Zeitschrift für deutsches Alterthum und deutsche Litteratur Bd. 24. 1880 (= N.F. 12), S. 455–462 Online; 25. 1881 (= N.F. 13), S. 57–59 (Nachtrag) Online.
- Die Iweinhandschriften. II.
- Die Nachahmung des Iwein in der Steirischen Reimchronik (= Die Iweinhandschriften. III). 1886.
- Das deutsche Heldenbuch: Auswahl mit verbindender Erzählung. Spemann, Berlin/Stuttgart 1887; archive.org.
- Die Nachahmer von Hartmann’s Iwein. Gaertner, Berlin 1890; archive.org.
- Iwein, der Ritter mit dem Löwen. Herausgegeben von Emil Henrici.
  - Erster Teil. Text. Verlag der Buchhandlung des Waisenhauses, Halle 1891; archive.org.
  - Zweiter Teil. Anmerkungen. Verlag der Buchhandlung des Waisenhauses, Halle 1893; archive.org.
- Andreas Mylius – der Dichter der Warnow / Abhandlungen und Texte. In: Mecklenburgische Jahrbücher. 73, 1908, ISSN 0259-7772; http://purl.lbmv.de/mvdok/ppn348695152.
- Braunschweigs Landeshauptarchiv als Bibliothek. In: Zentralblatt für Bibliothekswesen. 26, 1909, S. 541–547; digizeitschriften.de.
- Die Verzeichnung der Braunschweiger Handschriften für die Berliner Akademie. In: Braunschweigisches Magazin. 16, 1910, S. 110–112; tu-braunschweig.de.
- Barbarolexis. Sprachmischung in älterer Dichtung Deutschlands.
  - Heft 1. Klönne, Berlin 1913; eingeschränkte Vorschau in der Google-Buchsuche.
  - Heft 2. Klönne, Berlin 1914; archive.org.